# سونيا سالوما
سونيا سالوما (بالإنجليزية: Sonya Salomaa)‏ (من مواليد 1974 في جريتر سادباري، كندا) هي ممثلة كندية.

## روابط خارجية
- سونيا سالوما على موقع IMDb (الإنجليزية)
- سونيا سالوما على موقع ميتاكريتيك (الإنجليزية)
- سونيا سالوما على موقع روتن توميتوز (الإنجليزية)
- سونيا سالوما على موقع ألو سيني (الفرنسية)
- سونيا سالوما على موقع أول موفي (الإنجليزية)
- سونيا سالوما على موقع ديسكوغز (الإنجليزية)
- سونيا سالوما على موقع قاعدة بيانات الفيلم (الإنجليزية)
- سونيا سالوما على موقع كينوبويسك (الروسية)